# صاریغ دم‌کوتاه بینی‌دراز
صاریغ دم‌کوتاه بینی‌دراز (نام علمی: Monodelphis scalops) نام یک گونه از سرده تک‌زهدان‌ها است.